# Solfara Pietrevive
La solfara Pietrevive o miniera Pietrevive  è stata una miniera di zolfo sita in provincia di Caltanissetta nei pressi del comune di Montedoro.
Aperta tra il 1860 e il 1870 è oggi inattiva.